# Alexandre Durimel
Alexandre Benjamin Durimel, né le 16 mars 1990 à Paris, est un footballeur français. Il évolue au poste de défenseur central à l'Andrézieux-Bouthéon FC.

## Carrière

### En club
En Roumanie, après une saison au CS Turnu Severin, il rejoint le Dinamo Bucarest.

### En sélection
En 2004, alors joueur à l'Amiens SC, il fait partie de la sélection des 14 ans de la Ligue de Picardie.
Il est sélectionné pour les Jeux de la Francophonie en 2009 avec l'équipe de France des moins de 20 ans. Il joue le premier match de la compétition, contre le Sénégal.

## Statistiques
| Saison                | Club                  | Championnat           | Championnat | Championnat | Coupe(s) nationale(s) | Coupe(s) nationale(s) | Total | Total |
| Saison                | Club                  | Division              | M.          | B.          | M.                    | B.                    | M.    | B.    |
| 2010-2011             | Amiens SC             | National              | 10          | 0           | 4                     | 0                     | 14    | 0     |
| 2011-2012             | Amiens SC             | Ligue 2               | 5           | 0           | 2                     | 0                     | 7     | 0     |
| Sous-total            | Sous-total            | Sous-total            | 15          | 0           | 6                     | 0                     | 21    | 0     |
| 2012-2013             | CS Turnu Severin      | Liga I                | 19          | 0           | 1                     | 0                     | 20    | 0     |
| Sous-total            | Sous-total            | Sous-total            | 19          | 0           | 1                     | 0                     | 20    | 0     |
| 2013-2014             | Dinamo Bucarest       | Liga I                | 14          | 0           | 5                     | 2                     | 19    | 2     |
| 2014-2015             | Dinamo Bucarest       | Liga I                | 10          | 0           | 4                     | 0                     | 14    | 0     |
| Sous-total            | Sous-total            | Sous-total            | 24          | 0           | 9                     | 2                     | 33    | 2     |
| 2015-2016             | CA Bastia             | National              | 28          | 0           | 2                     | 0                     | 30    | 0     |
| Sous-total            | Sous-total            | Sous-total            | 28          | 0           | 2                     | 0                     | 30    | 0     |
| 2016-2017             | CS Sedan Ardennes     | National              | 17          | 1           | -                     | -                     | 17    | 1     |
| Sous-total            | Sous-total            | Sous-total            | 17          | 1           | -                     | -                     | 17    | 1     |
| 2017-2018             | FC Chambly Oise       | National              | 11          | 0           | 3                     | -                     | 14    | 0     |
| Sous-total            | Sous-total            | Sous-total            | 11          | 0           | 3                     | -                     | 14    | 0     |
| Total sur la carrière | Total sur la carrière | Total sur la carrière | 109         | 1           | 18                    | 2                     | 127   | 3     |